# 바하마 달러
바하마 달러(영어: Bahamian Dollar, ISO 4217 코드:BSD)는 1966년부터 바하마의 통화이다. 약어는 $나 B$로 사용하는데, B$는 다른 달러를 사용하는 국가와 구별하기 위해 사용하는 약어이다. 1달러는 100센트로 나뉜다.

## 역사
바하마 달러는 1966년 1달러=7실링(Shillings) 비율로 파운드 화를 대체하였다. 당시 스털링(Sterling)과 미국 달러의 환전비율이 1 파운드에 $2.80 로 고정되면서 자연스러 바하마 달러와 미국 달러와의 비교 기준이 확립되기에 이른다. 이는 조금 특별한 경우인 바하마의 15센트 주화 발행에 대한 이유도 된다. 15 센트가 1 실링에 해당하기 때문이다.

## 동전
1966년 1, 5, 10, 15, 25, 50 센트 상당의 주화와 1 달러 짜리 동전이 발행되기 시작한다. 1센트는 황동 니켈합금, 5, 10, 15센트화는 구리 니켈을, 25 센 트화는 니켈, 50 센트와 1달러는 은으로 주조되었다. 10센트는 부채꼴 모양이었던 반면에 15센트는 사각형으로 발행되었다. 은화는 1966년 이후 발행이 중단된다. 1970년에는 1센트 화에서 청동이 주재료로 바뀌며 1974년에는 황동, 1985년에는 구리로 도금한 아연으로 바뀌게 된다. 1989년에는 구리-니켈 합금이 50 센트와 1달러 동전으로 쓰이게 되었다.
현재의 1, 5, 25 센트화는 미국 달러의 센트와 모두 같은 크기지만 재료가 다르다. 15 센트는 아직까지 중앙은행에서 발행 중이지만 거의 쓰이지 않는다. 모든 주화에는 바하마의 국가 상징이 새겨져있으며 날짜와 "바하마 인들의 부(Commonwealth of The Bahamas)"라고 적혀져있다. 반대 쪽에는 동전의 가치에 걸맞은 바하마의 문화적 상징물이 자리하고 있다. 1센트에는 불가사리, 5센트에는 파인애플, 10센트에는 물고기가 새겨져 있다. 15센트에는 히비스커스 꽃이 그려져 있고 25 센트에는 바하마 전통 배의 형상이 새겨져 있다.

## 지폐
1966년 ½달러, 1, 3, 5, 10, 20, 50, 100달러 화폐가 발행된다. 바하마 화폐 발행국이 1968년에 지폐 발행권을 양도받았으며 이후로도 같은 형태로 지폐를 발행해왔다. 1974년 바하마 중앙은행이 다시 지폐 집행권을 쥐게 되었으며 중앙은행의 발행권에서부터 ½달러와 3달러 발행이 중단된다. 하지만 다시 1984년도에 발행이 재개된다.
바하마 달러는 지난 20년 동안 숱한 변화를 겪어왔다. 이 중에서도 가장 중요한 것은 바하마가 크리스토퍼 콜럼버스(Christopher Columbus)에 의해 발견된 지 500주년을 기념하여 모든 디자인이 아주 화려하게 바뀐 것이다.
모든 지폐는 최근에 모조 방지를 위해서 디자인을 변경하였으며 미국 달러화와는 거의 크기가 비슷하지만 유로와는 꽤 차이가 난다.
수 년 전까지만 해도 모든 화폐는 엘리자베스 2세(Queen Elizabeth II)의 초상화를 그려넣었지만 얼마 동안 서거한 바하마의 정치인을 새겨넣기도 했다. 그러다 발행국은 최근 들어 엘리자베스 2세의 초상화를 10달러화에 넣었으며 ½ 달러화에는 여왕의 오래된 초상화가 새겨져 있다.

## 같이 보기
- 달러